# Зайдель Григорій Соломонович
Григо́рій Соломо́нович За́йдель (рос. Григорий Соломонович Зайдель; 15 червня 1893, Біла Церква, Київська губернія — 11 травня 1937, Ленінград, РРФСР) — радянський історик, революційний і партійний діяч. Випускник Інституту червоної професури, викладав у різних навчальних закладах, зокрема став першим деканом Історичного факультету Ленінградського університету (1934-1935). Брав участь у розгромі дореволюційних істориків.

## Біографія

### Ранні роки та революційна діяльність
Народився в Білій Церкві в багатодітній єврейській родині. Батько — Соломон Зайдель — був шкільним учителем.
У 1913 році значився студентом Історико-філологічного факультету Київського університету, але невідомо, чи закінчив його. У 1913-1917 роках був членом єврейської соціалістичної партії «Бунд». У 1916 році був мобілізований в армію і направлений на фронт. Лютневу революцію 1917 року зустрів солдатом 170-го піхотного полку. Після лютневих подій відбув до Києва, вступив до РСДРП(б). Брав участь у революційній діяльності після Жовтневого перевороту.
Був призначений «народним слідчим» Київського губернського ревтрибуналу, брав участь у репресивних процесах, що становили Червоний терор. У серпні 1919 року після взяття Києва військами ЗСПР залишає місто, але вже за тиждень стає слідчим московського губревтрибуналу. У травні 1920 року призначений виконувачем обов'язків голови Юридичного відділу Кримського ревкому. Однак цього ж місяця отримує призначення заступником голови Подільського губернського революційного комітету.
Пізніше стає завідувачем агітпроп-відділу Подільського губкому ЦК Компартії України у Вінниці.

### Науково-адміністративна діяльність
У листопаді 1922 року відправлений на навчання до Інституту червоної професури. У 1925 році після закінчення інституту поїхав у наукове відрядження до Німеччини та Франції. Після повернення наказом ЦК ВКП(б) його направили в Ленінград, де призначили професором Військово-політичної академії ім. М. Г. Толмачова (на той час ще не переведеної до Москви). Також призначений відповідальним секретарем секції науковців Ленінграда і Ленінградської області.
У 1927 році під час вибуху в Партійному клубі був поранений, отримавши важкі каліцтва: втратив майже всі зуби, а також протягом півтора року не міг нормально пересуватися (ходив за допомогою милиць). У 1929 році його призначили головою колегії Історичної секції Ленінградського відділу Комакадемії, а в 1930 році він став директором Інституту Історії, що було «вершиною його кар'єри».
Брав участь у розгромі наукових шкіл академіків С. Ф. Платонова та Є. В. Тарле. У 1931 році став організатором проведення в Ленінграді спільного засідання співробітників Комуністичної академії та Товариства істориків-марксистів. На засіданні (29 січня-16 лютого) відбувалося обговорення дій «буржуазних» істориків. Сам Зайдель зачитав доповідь під назвою «Тарле як історик», яку присвятив викриттю «шкідництва на історичному фронті». Результатом засідання стало видання Г. С. Зайделем спільно з професором ЛІФЛІ та співробітником ДАІМК М. М. Цвібаком збірки, що містила «зречення» учнів С. Ф. Платонова та Є. М. Цвібака. Ф. Платонова і Є. В. Тарле від своїх учителів. В. С. Брачов пояснює настільки «несамовитий» напад на «буржуазних істориків» з боку Г. С. Зайделя тим, що він сам кількома роками раніше зіткнувся з проблемою протистояння «суворого і несуворого марксизму», коли 1923 року на одному із засідань проголосував не за резолюцію ЦК ВКП(б), а за т. зв. «буферну» резолюцію К. Б. Радека. За це був виключений з партії та відновлений лише після втручання ЦККК.
З 1930 року був відповідальним секретарем журналу «Проблемы марксизма», органу ленінградського НДІ марксизму.
16 травня 1934 року було опубліковано постанову ЦК ВКП(б) і РНК СРСР «Про викладання цивільної історії в школах СРСР», було ухвалено рішення про те, що з 1 вересня історичні факультети відкриються в МДУ і ЛДУ. Деканом Історичного факультету ЛДУ призначили Григорія Зайделя. Після вбивства 1 грудня 1934 року С. М. Кірова в Ленінграді почалися масові репресивні процеси. 10 січня 1935 року Зайделя було знято з посади декана (його змінив С. М. Дубровський), 6 січня - за звинуваченням в участі в «зинов'євській контрреволюційній групі» виключено з партії, а 11 лютого - звільнено з Ленінградського відділення Комуністичної академії.

8 лютого 1935 року надіслав до КПК Ленінградського обкому і міськкому ВКП(б) заяву з текстом:
З великою партією Леніна-Сталіна, з Радянською владою, з пролетарською революцією я пов'язаний кров'ю... Життя поза партією для мене — це тортури й жах. Я заслужив суворе покарання, але залиште мене в лавах партії.
Ця заява не мала очікуваного ефекту. 15 квітня 1935 року Зайделя заарештували, але 22 травня за постановою НКВС СРСР його звільнили та заслали в Саратов.

### Останні роки. Репресії та загибель
У Саратові проживав за адресою: Ленінська вул., буд. 134, кв. 1. Був призначений професором кафедри історії Нового часу історичного факультету Саратовського педагогічного інституту.
6 травня 1936 року його заарештували знову і доставили в Ленінград. Звинувачений у керівництві «троцькістсько-зинов'євською терористичною організацією», яка нібито брала участь у замаху на діячів ВКП(б) і вбивстві С. М. Кірова. Сам Зайдель був звинувачений у причетності до вбивства Кірова. На слідстві пережив низку виснажливих допитів і, можливо, тортур. «Зламався», зізнавшись в інкримінованих йому діяннях, а також обмовив низку колег.
У квітні 1937 року за поданням заступника начальника 4-го (Секретно-політичного) відділу ГУДБ С. Г. Гендіна було визначено до репресії за I категорією (смертна кара через розстріл), фігурував під №46 у розстрільному списку «Ленінград». 11 травня 1937 року на закритому засіданні виїзної комісії Військової колегії ВС СРСР повністю визнав свою провину. Був визнаний винним за статтею 58-8 КК РРФСР «Організація в контрреволюційних цілях терористичних актів, спрямованих проти представників Радянської влади» і засуджений до найвищої міри покарання — розстрілу. В останньому слові просив про поблажливість, але безуспішно. Того ж дня вирок було приведено у виконання.
Згідно з даними, опублікованими 1993 року, виявився агентом ОДПУ на прізвисько «Буревісник».

## Наукова діяльність
За власними словами, був типовим «ікапістом», відданим ідеям ІКП (Інститут Червоної Професури). Був одним із перших учнів першого ватажка радянської історичної науки М. М. Покровського. Сам характеризував свою спеціальність як «історика робітничого руху і соціалізму».
Нині мало хто навіть із фахівців пам'ятає Г. С. Зайделя як ученого. Найбільшою його роботою стала випущена 1930 року праця «Нариси з історії Другого Інтернаціоналу, 1889-1914». Вона хоча і становила на той час певний інтерес для радянського читача, але на будь-які відкриття явно не претендувала. У роботі Г. С. Зайделя було дано характеристику основних етапів розвитку II Інтернаціоналу, а також його організаційних і теоретичних принципів. Значне місце автор відводив історії німецької соціал-демократії. При цьому він принижував міжнародну роль більшовизму і перебільшував зрілість лівих угруповань у західноєвропейських соціал-демократичних партіях. Помилки Зайделя були піддані критиці.

## Основні роботи
- Зайдель Г. Х пленум ИККИ в борьбе за массы. Л.: Прибой, 1929. 36 с.
- Зайдель Г. С. Очерки по истории Второго Интернационала, 1889—1914. Л.: Прибой, 1930.
- Зайдель Г., Цвибак М. М. Классовый враг на историческом фронте: Тарле и Платонов и их школы. М.—Л.: Соцэкгиз, 1931., 232 с.
- Революционное движение в капиталистических странах во время и после мировой войны / Под ред. Г. С. Зайделя. Л.: Ленпартиздат, 1933.
- Завьялов С., Позерн Б. П., Зайдель Г. С., Баклайкин М. К. История Ижорского завода. М.: История заводов, 1934. 410 с.
- Зайдель Г. С. Австрия в огне. Л.: Ленпартиздат, 1934. 72 с.

## Сім'я
Його молодший брат — ректор МІСіС і МАІ Наум Соломонович Зайдель — також був репресований.
Був одружений. Дружина — Гіта Леонтіївна Зайдель (до шлюбу Фрідгут). Син — Лев Григорович Зайдель (нар. 1924). Відомо, що 1935 року сім'я пішла за Г. С. Зайделем до Саратова. Подальша доля невідома.